# Mam Sai Njie Sanneh
Mam Sai Njie Sanneh (geb. 1965 in Bathurst, heute Banjul) ist eine gambische Politikerin.

## Leben

### Familie und Ausbildung
Njie Sanneh kam als viertes Kind von Paul Steven Njie (Daddy Njie) und Elizabeth Jarjue-Njie (Ya Elisa) zur Welt. Sie heiratete den Lokalpolitiker Pa Ebou Sanneh (APRC, geb. um 1963).
Sie besuchte in Banjul von 1972 bis 1978 die St. Joseph’s Lower Basic School und im Anschluss bis 1982 die St. Augustine Junior Secondary School. Aufgrund sehr guter schulischer Ergebnisse wurde ihr ein Stipendium angeboten, das sie jedoch wegen der prekären wirtschaftlichen Situation ihrer Familie ablehnte. Dadurch, dass sie arbeitete, konnten später ihre jüngeren Schwestern ihre Schullaufbahn fortsetzen.
1983/1984 besuchte sie eine Hotelfachschule und arbeitete für eine Saison in einem Hotel. Im Anschluss arbeitete sie bis 1994 als Händlerin.

### Politik
1994 beendete sie ihre Tätigkeit als Händlerin und unterstützte nach dem Putsch den Armed Forces Provisional Ruling Council (AFPRC). Sie war Gründungsmitglied der Banjul Youth Action Group (BYAG) und war zunächst Youth Mobiliser für die Alliance for Patriotic Reorientation and Construction (APRC) im Portuguese Town Ward in Banjul. Von 2002 bis 2004 war sie stellvertretende Youth Mobiliser der gesamten Hauptstadt.
Nachdem sie kurzzeitig für den Gambia Prison Service tätig war, kandidierte sie 2002 als Stadträtin für den Portuguese Town Ward in Banjul und wurde ohne Gegenkandidat gewählt. Dort wurde sie zur stellvertretenden Bürgermeisterin gewählt. Durch die Suspendierung von Pa Sallah Jeng am 19. August 2005 war sie bis zum 1. November 2007 geschäftsführende Bürgermeisterin (Executive Mayor) der gambischen Hauptstadt. Ihr folgte Alieu Mboge als Interimsvorsitzender bis zu den Wahlen am 12. Februar 2008. Njie Sanneh wollte für diese Wahl für die APRC kandidieren, jedoch wurde Samba Faal als APRC-Kandidat festgelegt, der die Wahl auch gewann.
Bei den Wahlen für den Banjuler Stadtrat 2013 wurde sie von der APRC für den Stadtbezirk Portuguese Town Ward aufgestellt.
Auch nachdem der vorige gambische Präsident Yahya Jammeh ins Exil gegangen war, blieb sie dessen Anhängerin und engagierte sich weiter für die APRC.

### Andere Tätigkeiten
Um 2012 bis mindestens 2015 war sie Präsidentin der gambischen Sektion der West African Women’s Association (WAWA), die 1500 Frauengruppen vertritt.
Außerdem war sie um 2012 stellvertretende Generalsekretärin der gambischen Sektion der Federation of Business Women and Entrepreneurs der Westafrikanischen Wirtschaftsgemeinschaft ECOWAS (ECOWAS-FEBWE) gewählt, die Unternehmerinnen in Westafrika vertritt und beim Aufbau von Unternehmen unterstützt.